# La Tirana (película)
La tirana es una película española de drama estrenada en 1958, dirigida por Juan de Orduña y protagonizada en el papel estelar por Paquita Rico.
La película está basada en la figura de la actriz española del siglo XVIII María del Rosario Fernández.
Las canciones interpretadas por Paquita Rico en la película fueron editadas por la S.A. de Ediciones Fonográficas (SAEF) en 1958.

## Sinopsis
Rosario, "La Tirana", es una actriz que vive en el Madrid del siglo XVIII. Es amiga de Goya y amante del duque de Fornells aunque, en realidad, su amor oculto es el conde de San Esteban, quien muere en un duelo con Fornells. Diego, vizconde de Acari, llega a la corte para vengar la muerte de su hermano, el conde de San Esteban. En un baile de máscaras conoce a Rosario y ambos se enamoran, pero el duque de Fornells se entromete de nuevo y le dice a Diego que ella es la culpable de la muerte de su hermano. El deseo de venganza de Diego se enfrenta con su amor apasionado y, finalmente, la historia se repite: Fornells y Diego se enfrentan en un duelo a muerte.

## Reparto
- Paquita Rico como	Rosario "La Tirana"
- Gustavo Rojo como	Vizconde de Acarí / Conde de San Esteban del Río
- Pedro López Lagar como Duque de Fornells
- José Moreno como Costillares
- Núria Espert como Virtudes
- Virgílio Teixeira como Goya
- Luz Márquez como Duquesa de Alba
- Ricardo Hurtado como Duque de Alba
- Vicky Lagos como La Rochel
- Teresa del Río como Adela
- Mario Beut como Moratín
- Mary Delgado como Marta
- Marta Flores como Marquesa
- Miguel Fleta como Miguel Garrido
- Consuelo de Nieva como Actriz cómica
- Jesús Puche como Actor cómico
- María Saavedra como Ismene en 'Antígona'